# George Henry Horn
George Henry Horn (7 de abril de 1840 – 24 de noviembre de 1897) fue un entomólogo
 estadounidense especializado en el estudio de dura los escarabajos.

## Biografía
Nació en Filadelfia, Horn asistió a la Universidad de Pensilvania, de la que se graduó con un título en medicina en el año 1861. A partir de 1862, sirvió en la Guerra Civil Americana como cirujano a la infantería voluntaria de California, tiempo durante el cual recogió insectos en California, Arizona, y Nuevo México. Después de la guerra, regresó a Filadelfia, donde estableció una clínica médica, con especialización en obstetricia, y fue elegido presidente de la Sociedad Entomológica de Filadelfia, la predecesora de la Sociedad Entomológica Americana. Seguirá siendo presidente de la misma sociedad hasta su muerte.
Trabajando con la colección que había hecho durante su servicio en el Oeste, publicó más de 150 documentos importantes, además de muchas notas menores sobre unos 150 géneros y más de 1550 especies. Legó su colección de insectos a la Sociedad Entomológica Americana ,ahora en el Museo de Zoología Comparada en la Universidad de Harvard.
Según el entomólogo Neal L. Evenhuis, "La taxonomía de Horn casi no admite reproche, y esto fue sin duda debido al cuidadoso y deliberado estudio de las muestras. Horn viajó a los museos de Europa, asistió a reuniones de entomólogos extranjeros,y estudió materiales de primera mano." A lo largo de su carrera, trabajó en estrecha colaboración con John Lawrence LeConte, en particular, como coautor de la obra revisada y ampliada de 1883, Clasificación de los Coleópteros de América del Norte.